# 22. People’s Choice Awards-gála
A 22. People’s Choice Awards-gála az 1995-ös év legjobb filmes, televíziós és zenés alakításait értékelte. A díjátadót 1996. március 10-én tartották a kaliforniai Universal Studios Hollywoodban, a műsor házigazdája Brett Butler volt. A ceremóniát a CBS televízióadó közvetítette.

## Győztesek és jelöltek
Forrás:
| Az év új tévévígjátéka                                       | Az év női előadója                                                            |
| ------------------------------------------------------------ | ----------------------------------------------------------------------------- |
| - Caroline New Yorkban                                       | - Reba McEntire                                                               |
| Az év vígjátéka                                              | Az év rockegyüttese                                                           |
| - Még zöldebb a szomszéd nője                                | - Hootie & the Blowfish                                                       |
| Az év férfi tévés sztárja                                    | Az év férfi előadója                                                          |
| - Tim Allen - Házi barkács                                   | - Garth Brooks                                                                |
| Az év női előadója új tévéműsorban                           | Az év női tévés sztárja                                                       |
| - Lea Thompson - Caroline New Yorkban                        | - Candice Bergen - Murphy Brown                                               |
| Az év férfi filmsztárja                                      | Az év vígjátékműsora                                                          |
| - Tom Hanks                                                  | - Seinfeld                                                                    |
| Az év drámaműsora                                            | Az év női filmsztárja                                                         |
| - Vészhelyzet                                                | - Sandra Bullock                                                              |
| Az év drámája                                                | Az év férfi előadója új tévéműsorban                                          |
| - Apolló 13                                                  | - Drew Carey - The Drew Carey Show - Jeff Foxworthy - The Jeff Foxworthy Show |
| Az év női vígjáték-sztárja                                   | Az év drámai színésze                                                         |
| - Whoopi Goldberg - Bárhol, bármit, bármikor (... ha akarod) | - Tom Hanks - Apolló 13                                                       |
| Az év férfi vígjáték-sztárja                                 | Az év drámai színésznője                                                      |
| - Jim Carrey - Ace Ventura 2.: Hív a természet               | - Demi Moore - A skarlát betű                                                 |
| Az év filmje                                                 | Az év új drámaműsora                                                          |
| - Apolló 13                                                  | - Murder One                                                                  |

## Fordítás
- Ez a szócikk részben vagy egészben  a(z)   22nd People's Choice Awards című angol Wikipédia-szócikk fordításán alapul.  Az eredeti cikk szerkesztőit annak laptörténete sorolja fel. Ez a jelzés csupán a megfogalmazás eredetét és a szerzői jogokat jelzi, nem szolgál a cikkben szereplő információk forrásmegjelöléseként.